# Saúl Calandra
Saúl Horacio Calandra (ur. 22 października 1904 w La Placie, zm. 14 maja 1973 w General Pinto) – argentyński piłkarz, grający podczas kariery na pozycji pomocnika.

## Kariera klubowa
Saúl Calandra podczas piłkarskiej kariery występował w Estudiantes La Plata.

## Kariera reprezentacyjna
W reprezentacji Argentyny Calandra występował w latach 1927-1928. W reprezentacji zadebiutował 30 sierpnia 1927 w przegranym 0-1 meczu z Urugwajem, którego stawką było Copa Lipton.
W 1928 uczestniczył w Igrzyskach Olimpijskich. Na turnieju w Amsterdamie Argentyna zdobyła srebrny medal, a Calandra wystąpił w meczu pierwszej rundy z USA, który był jego ostatnim meczem w reprezentacji. Ogółem w barwach albicelestes wystąpił w 3 meczach.
| Mecze i gole w reprezentacji | Mecze i gole w reprezentacji | Mecze i gole w reprezentacji | Mecze i gole w reprezentacji | Mecze i gole w reprezentacji | Mecze i gole w reprezentacji | Mecze i gole w reprezentacji |
| #                            | Data                         | Miasto                       | Przeciwnik                   | Gol                          | Wynik                        | Rozgrywki                    |
| ---------------------------- | ---------------------------- | ---------------------------- | ---------------------------- | ---------------------------- | ---------------------------- | ---------------------------- |
| 1.                           | 30.08.1927                   | Buenos Aires                 | Urugwaj                      |                              | 0:1                          | Copa Lipton                  |
| 2.                           | 01.04.1928                   | Lizbona                      | Portugalia                   |                              | 0:0                          | towarzyski                   |
| 3.                           | 29.05.1928                   | Amsterdam                    | Stany Zjednoczone            |                              | 11:2                         | Igrzyska Olimpijskie         |